# 龟石桥
龟石桥，位于中国广东省肇庆市四会市下茆镇蒲洞村口公路边，为四会市的一个市级文物保护单位，类型为古建筑，公布时间为2002年4月2日。
龟石桥的历史年代为清代。